# Raz-de-marée de la Sainte-Élisabeth en 1424
Pour les articles homonymes, voir Raz-de-marée de la Sainte-Élisabeth.
Le raz-de-marée de la Sainte-Élisabeth de 1424 survient du 18 au 19 novembre 1424 au sud-ouest des Pays-Bas.
Alors que des travaux d'assèchement étaient en cours à la suite d'un autre raz-de-marée 3 ans auparavant, cette inondation ruine les espoirs de reconstruction. Une partie de la zone affectée deviendra ultérieurement le parc national De Biesbosch.